# Papi Jiang
Jiang Yilei (Shanghái) conocida como Pai Jiang, es una bloguera, celebridad y humorista china. 

## Biografía
Realizó sus estudios en la Academia Central de Teatro de Pekín.

## Carrera
Cada lunes graba una serie de vídeos que graba desde el salón de su casa de Pekín. Tienen sus videos más de 290 millones de visitas, su humor sarcástico es acerca de temas cotidianos, las relaciones, noticias, la familia y la vida moderna de los chinos.
Ha ganado hasta 3 millones de euros por hacer publicidad en sus canales de videos.
Es la bloguera más famosa en su país y se la conoce como la primera celebridad en Internet en China.
En abril de 2016 fue censurada y sus videos borrados.

## Filmografía
- 2017, Happy Camp, invitada.